# المجمع الدولي العربي للمحاسبين القانونيين
المجمع هو عبارة عن جمعية غير ربحية تهدف إلى الارتقاء بعلم المحاسبة والإدارة والمواضيع الأخرى ذات العلاقة على نطاق الدول الأعضاء في جامعة الدول العربية، بالإضافة إلى المحافظة على الاستقلالية المهنية للمحاسبين وضمان الحماية لهم وتطبيق معايير الإشراف المهني عليهم كوسيلة للارتقاء بمهنتي المحاسبة والتدقيق.
تأسس المجمع العربي للمحاسبين القانونيين سنة 1984 من عدد من قادة مهنة المحاسبة العرب كهيئة مهنية محاسبية ويترأسها حالياً طلال أبوغزاله رئيس مجموعة طلال أبوغزاله الدولية وشركاه.

## شهادة المحاسب العربي المهني المعتمد (ACPA)
المجمع العربي للمحاسبين يلعب دورا هاما أيضا في التنمية الإدارية في الوطن العربي من خلال طرح برنامج محاسب عربي مهني معتمد (ACPA) بالتعاون مع جامعة كامبردج والذي يفرز مجموعة من المحاسبين المهنيين المؤهلين للعمل في قطاع الأعمال وتعزيز الاقتصاديات العامة في الوطن العربي.

## الاعتماد
اعتمدت جامعة كامبردج – هيئة الامتحانات الدولية CIE مؤهل المجمع العربي للمحاسبين القانونيين من خلال الإشراف ومراجعة منهاج التأهيل المحاسبي المهني والمراجع العلمية المقررة ومستوى الامتحانات وإجراءاتها وآلية وضع الأسئلة وتصحيح إجاباتها وعقد ومراقبة سير الامتحانات بالإضافة إلى اتخاذ كل ما يلزم من إجراءات للتأكد من توافقها مع أعلى وأفضل المستويات والمعايير الدولية بهذا الخصوص.
وحاز المجمع العربي للمحاسبين القانونيين وعلى مدى السنوات الماضية على اعتراف العديد من البلدان العربية بمؤهله وإدراجه ضمن قائمة الهيئات المهنية المعتمدة لممارسة التدقيق واعتماد شهادة محاسب عربي مهني معتمد ACPA الصادرة عنه للترخيص لمزاولة مهنة المحاسبة القانونية في هذه البلدان وبذلك اكتسبت شهادة المجمع بعدا عربيا توج باعتراف المملكة الأردنية الهاشمية (دولة المقر)، من خلال قرار الهيئة العليا لتنظيم مهنة المحاسبة القانونية بإدراج المجمع ضمن المعاهد المهنية للمحاسبين القانونيين بما يجيز لحامل شهادة المجمع الحصول على الترخيص لمزاولة المهنة في الأردن. ارجو المزيد من الافصاحات حول هذه النقطة لانه حسب علمي لم يتم حتى اللحظة الاعتراف بشهادتكم في الارظن كشهادة مزاولة مهنة؟؟
وتدعيما للتعاون المستمر والتواصل الدائم بين المجمع العربي للمحاسبين القانونيين والأوساط المهنية، فقد تم عقد ثمان وعشرين اتفاقية تعاون مع العديد من الجامعات والهيئات والمنظمات التعليمية والأكاديمية بهدف تأهيل الطلبة لامتحانات التأهيل المحاسبي.

## عضوية المجمع
عمل المجمع العربي للمحاسبين القانونيين جاهدا وبشكل مستمر ومتواصل من أجل استيفاء كافة المتطلبات المهنية التي تؤهله للحصول على المكانة الدولية اللائقة، وعليه فقد أصبح المجمع عضوا فعالا في الهيئات والمنظمات الدولية التالية:
- الاتحاد الدولي للمحاسبين
- مجلس معايير المحاسبة الدولية
- لجنة الخبراء الحكوميين التابعة للأمم المتحدة
- اللجنة الدولية للتعليم والبحث المحاسبي
- لجنة التأهيل المحاسبي المهني الدولي التابعة للأمم المتحدة

وبتكليف من مجلس معايير المحاسبة الدولية (IASB) والاتحاد الدولي للمحاسبين (IFAC) شارك المجمع في إعداد معايير المحاسبة الدولية والمعايير الدولية لإعداد التقارير المالية والمعايير الدولية لممارسة أعمال التدقيق وترجتها إلى اللغة العربية
وبناءً على الأهمية التي يوليها المجمع لموضوع التعليم المستمر فقد تم إعداد العديد من البرامج التدريبية المتخصصة ذات العلاقة بالمواضيع والمجالات التي تخص مهنتي المحاسبة والتدقيق، حيث تعقد هذه البرامج من خلال المجمع و/أو جهات أكاديمية ومهنية عريقة مثل كلية طلال أبوغزاله لإدارة الأعمال – الجامعة الألمانية الأردنية ومجموعة طلال أبوغزاله الدولية والعديد من الجامعات والمعاهد الرسمية والخاصة على امتداد الوطن العربي.

## وصلات خارجية
- المجمع العربي للمحاسبين القانونيين
- مجموعة طلال أبوغزاله الدولية - المؤسسة العربية للخدمات المهنية الدولية
- موقع دليل المحاسبين
- دليل المواقع العربية (زيزفون)
- دليل المواقع العربية